# Marilyn Strathern
Dame Ann Marilyn Strathern (* 6. März 1941) ist eine britische Anthropologin und ehemalige Professorin am William-Wyse-Lehrstuhl für Sozialanthropologie an der Cambridge University. Ein Großteil ihrer Forschung beschäftigt sich mit Analysen von Geschlechterverhältnissen in verschiedenen Kulturen (insbesondere in Papua-Neuguinea), sowie dem ethnologischen Umgang mit Gaben.

## Leben
Strathern war Professorin an der Australian National University in Canberra und an der University of California, Berkeley. Von 1985 bis 1993 lehrte sie Anthropologie an der University of Manchester, von 1994 bis 2009 forschte und lehrte sie auf dem William-Wyse-Lehrstuhl für Sozialanthropologie der University of Cambridge. Ihre Nachfolgerin wurde Henrietta Moore.
Strathern ist geschieden und hat drei Kinder.

## Auszeichnungen
- Mitglied der British Academy (1987)
- Mitglied der Academia Europaea (1990)
- Mitglied der American Academy of Arts and Sciences (1996)
- Dame Commander of the Order of the British Empire (2001)
- Leverhulme-Medaille der British Academy (2012)
- Mitglied der American Philosophical Society (2016)
- Balzan-Preis (2018)[1]

## Schriften
- (mit Andrew Strathern): Self-Decoration in Mount Hagen. Duckworth, London 1971, ISBN 0-7156-0516-X (Art and Society Series).
- Women in Between. Female Roles in a Male World. Mount Hagen, New Guinea. Seminar Press, London u. a. 1972, ISBN 0-12-913950-5 (Seminar Studies in Anthropology 2).
- No Money on Our Skins. Hagen Migrants in Port Moresby. New Guinea Research Unit, Port Moresby 1975, ISBN 0-85818-027-8 (New Guinea Research Bulletin 61).
- Kinship at the Core. An Anthropology of Elmdon, a Village in North-West Essex in the Nineteen-Sixties. Cambridge University Press, Cambridge u. a. 1981, ISBN 0-521-23360-7.
- The Gender of the Gift. Problems with Women and Problems with Society in Melanesia. University of California Press, Berkeley CA u. a. 1988, ISBN 0-520-07202-2 (Studies in Melanesian Anthropology 6).
- Partial connections. Rowman and Littlefield, Savage MD 1991, ISBN 0-8476-7697-8 (ASAO Special Publications 3), (Updated edition. AltaMira Press, Walnut Creek CA 2004, ISBN 0-7591-0759-9).
- After Nature. English Kinship in the Late Twentieth Century. Cambridge University Press, Cambridge u. a. 1992, ISBN 0-521-42680-4 (The Lewis Henry Morgan Lectures 1989).
- Property, substance and effect. Anthropological essays on persons and things. Collected essays 1992–96. Athlone Press, London u. a. 1999, ISBN 0-485-11534-4.
- (Hrsg.): Audit Cultures. Anthropological Studies in Accountability, Ethics and the Academy. Routledge, London u. a. 2000, ISBN 0-415-23326-7 (European Association of Social Anthropologists).
- Commons and borderlands. Working papers on Interdisciplinarity, Accountability and the Flow of Knowledge. Kingston, Oxon 2004, ISBN 0-9545572-2-0.
- (Hrsg. mit Eric Hirsch): Transactions and Creations. Property Debates and the Stimulus of Melanesia. Berghahn, New York NY u. a. 2004, ISBN 1-57181-615-1.
- Kinship, Law and the Unexpected. Relatives are often a Surprise. Cambridge University Press, Cambridge u. a. 2005, ISBN 0-521-61509-7.
- Relations: An Anthropological Account. Duke University Press, Durham 2020, ISBN 978-1-4780-0934-4.